# Rudná pod Pradědem
Rudná pod Pradědem (niem. Vogelseifen) – gmina w Czechach, w powiecie Bruntál, w kraju morawsko-śląskim. Według danych z dnia 1 stycznia 2017 liczyła 379 mieszkańców.
Dzieli się na dwie części:
- Nová Rudná;
- Stará Rudná.

Do połączenia tych dwóch wsi w jedną gminę doszło w 1950 roku. W latach 1980–1990 była częścią gminy Světlá Hora.

## Turystyka
W miejscowości Rudná pod Pradědem są pensjonaty: „Mariana”, „Rudná” i „U Bednářů”.
Z miejscowości nie prowadzą żadne szlaki turystyczne lub spacerowe, natomiast główną drogą nr 450 przebiegają dwa szlaki rowerowe na trasach: 
 (nr 6029) Bruntál – Rudná pod Pradědem – Suchá Rudná – Hvězda – Karlova Studánka – Sedlo nad Karlovou Studánkou (Kóta) – Vidly – Vrbno pod Pradědem;
 (nr 6073) Malá Morávka – Nová Rudná – Rudná pod Pradědem – Světlá Hora – Dětřichovice – Skrbovice – Nové Heřminovy – Lichnov – Brumovice – Skrochovice.